# Parmacella gervaisii
Parmacella gervaisii is een slakkensoort uit de familie van de Parmacellidae. De wetenschappelijke naam van de soort is voor het eerst geldig gepubliceerd in 1850 door Moquin-Tandon.